# Paleteada

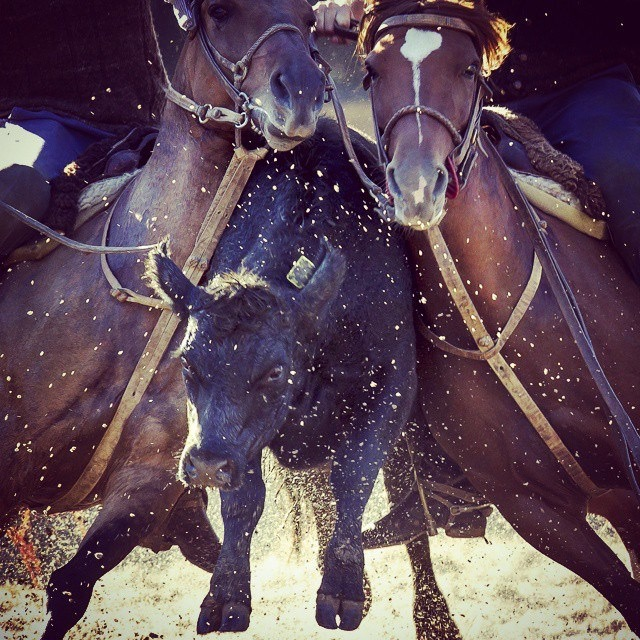

La paleteada es una disciplina madre dentro de la raza criolla. Prueba de destreza funcional que deja en evidencia la aptitud vaquera del caballo criollo, utilizada como medio de selección. Comenzó en Argentina, y hoy en día tiene gran aceptación en Uruguay y Brasil.

## Historia
La historia se remonta a los primeros intentos de reglamentar alguna prueba de aparte y/o paleteada, en el año 1965 en “San Miguel” de la familia Torres y en 1966 en la estancia “El Cinco” de Monti Hnos, en concordancia con la Marcha Anual.
Uno de sus precursores, don Gonzalo Torres Calderón, fue el artífice de algo que iba a crecer a pasos agigantados.
En 1972 nace la Federación Argentina de Rodeos, una entidad paralela a la Asociación de Criadores de Caballos Criollos (A.C.C.C.), formada por criadores de esta última y jóvenes partidarios de los deportes criollos, inspirados en la Federación del Rodeo Chileno.
En sus inicios la prueba de rodeo era conformada por dos partes:
1-Paleteada en yunta: Consistía en alcanzar un vacuno, largado libremente y a velocidad desde una manga de salida, y llevarlo “calzado” o apretado hasta un corral de encierre llamado señuelo. Todo esto dentro de los límites de un campo de corridas, delimitado, con un anchor de 6 metros.
2-Coleada: Un vacuno lanzado en velocidad, de la misma forma que en la paleteada, debía ser alcanzado por el jinete y volteado, dentro de los límites de la cancha de corridas, tomándolo de la cola.
Esta última actividad fue incorporada para dotar al espectáculo global de algo movido, de fácil aceptación y comprensión de la tribuna, con cierta dosis de suspenso. Pero, al poco tiempo de iniciar la prueba, los reclamos de las entidades protectoras de animales, hicieron que la prueba fuera suprimida, sobreviviendo solo la paleteada, la cual era el objetivo principal. (Hoja 192)
Durante la presidencia de Carlos Vaquer, en agosto de 1983, se resuelve disolver la Federación de Rodeos e integrar la prueba como competencia oficial de la A.C.C.C.

## Prueba

### Descripción
La paleteada consiste en alcanzar y llevar por acción de los jinetes participantes, un vacuno "apretado" o "calzado" por los caballos que ellos montan, desde un punto donde se larga libremente el vacuno hasta un corral de encierro denominado "señuelo", haciéndolo trasponer su tranquera o boca de entrada. El vacuno deberá ser llevado dentro de los límites del "campo de corridas" perfectamente demarcado en el terreno.
Esta acción será puntuada por dos jurados oficiales, designados por la A.C.C.C., de la lista oficial de jurados.
Cada yunta correrá dos vacas por turno un total de 12 vacas.

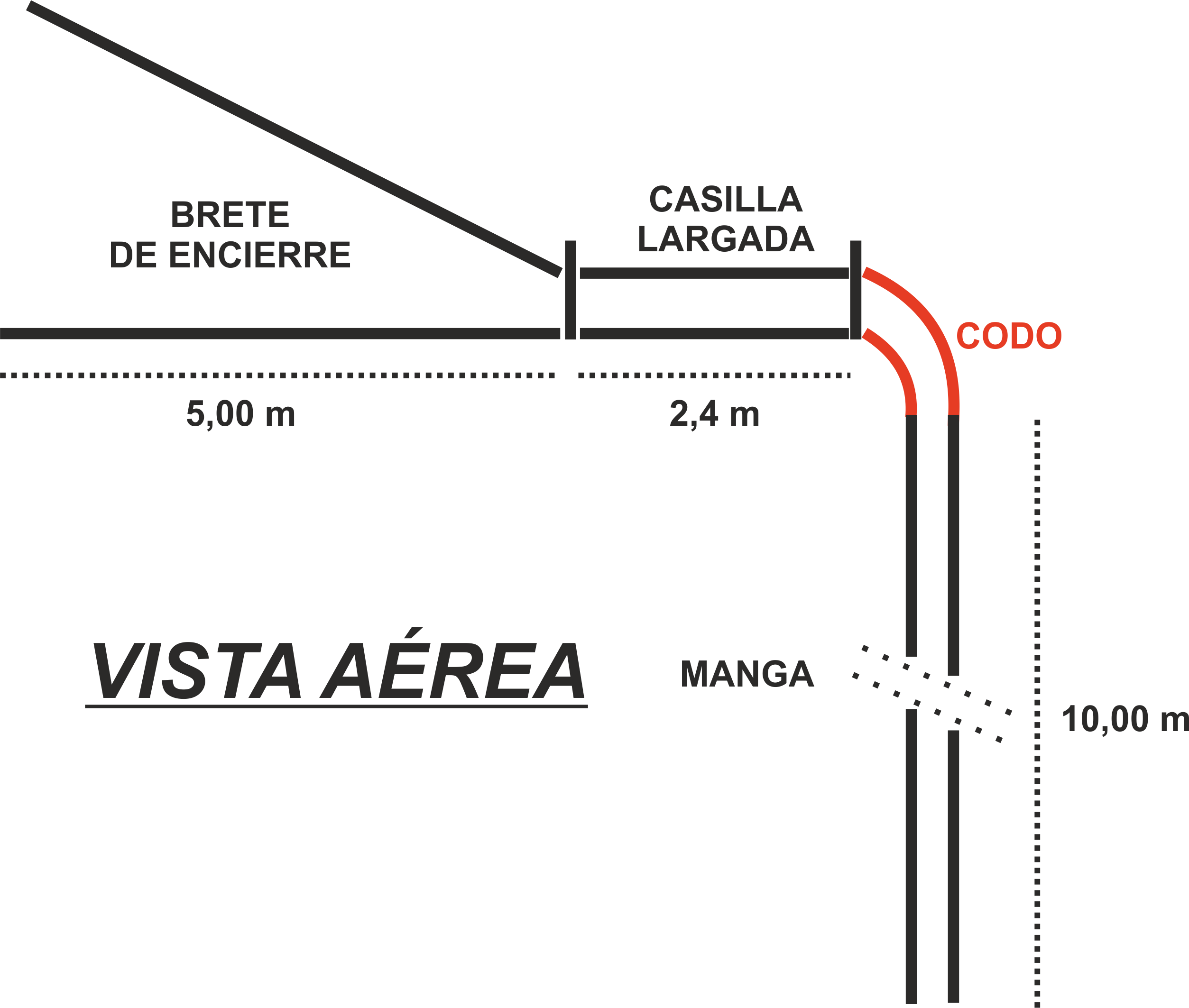
Vista aérea manga Paleteada.

La yunta pedirá la largada del vacuno cuando lo juzgue conveniente, pudiendo demorar hasta un máximo de un minuto a partir del momento de ser autorizado por el Jurado para correr. Transcurrido ese lapso, el vacuno será soltado por orden del Jurado. Una vez pedido o soltado el vacuno, la corrida se considerará pérdida, si se incurre en una demora mayor de 15 segundos hasta que salga por la boca de la manga.

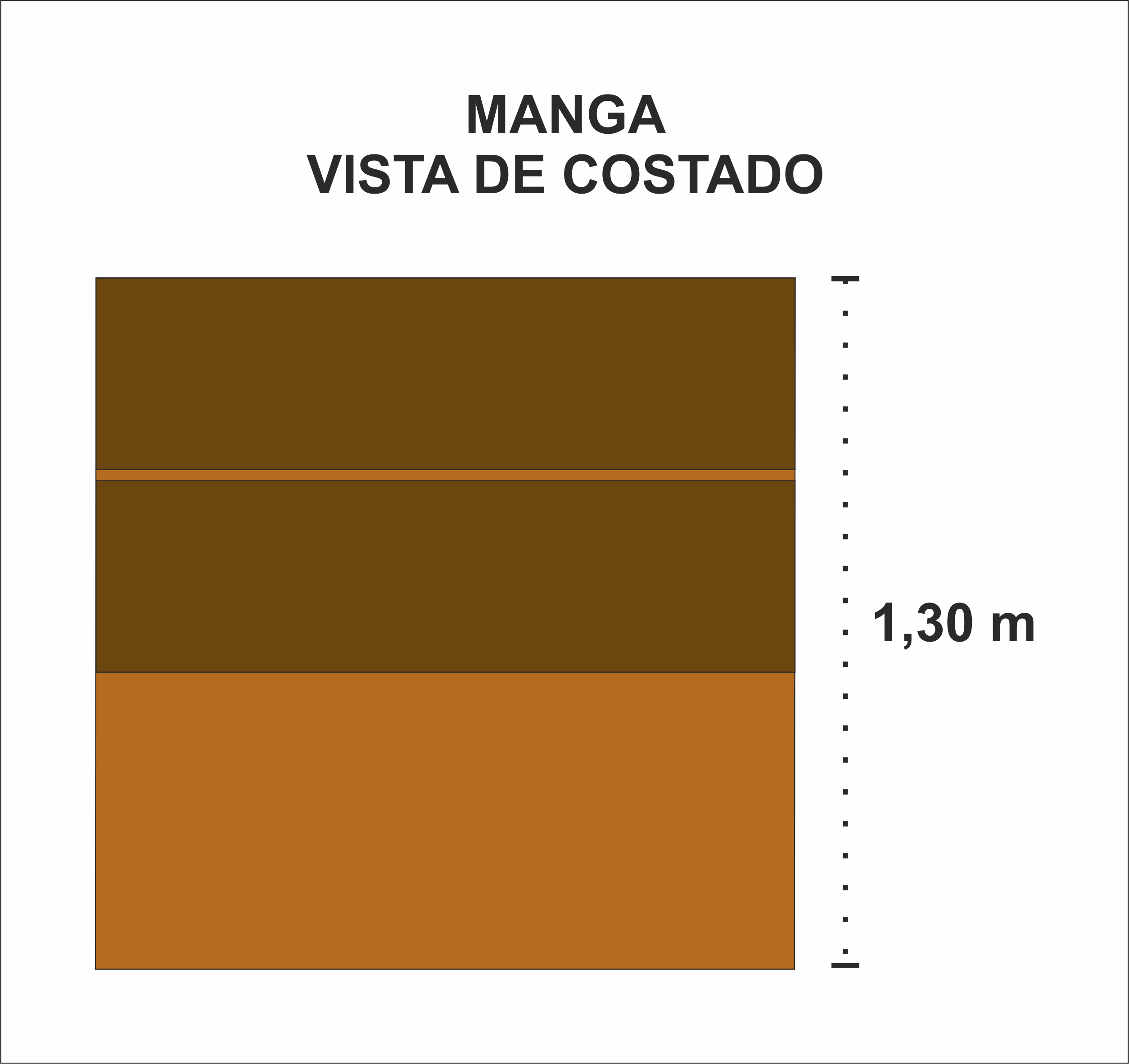
Manga vista de costado

### Instalaciones

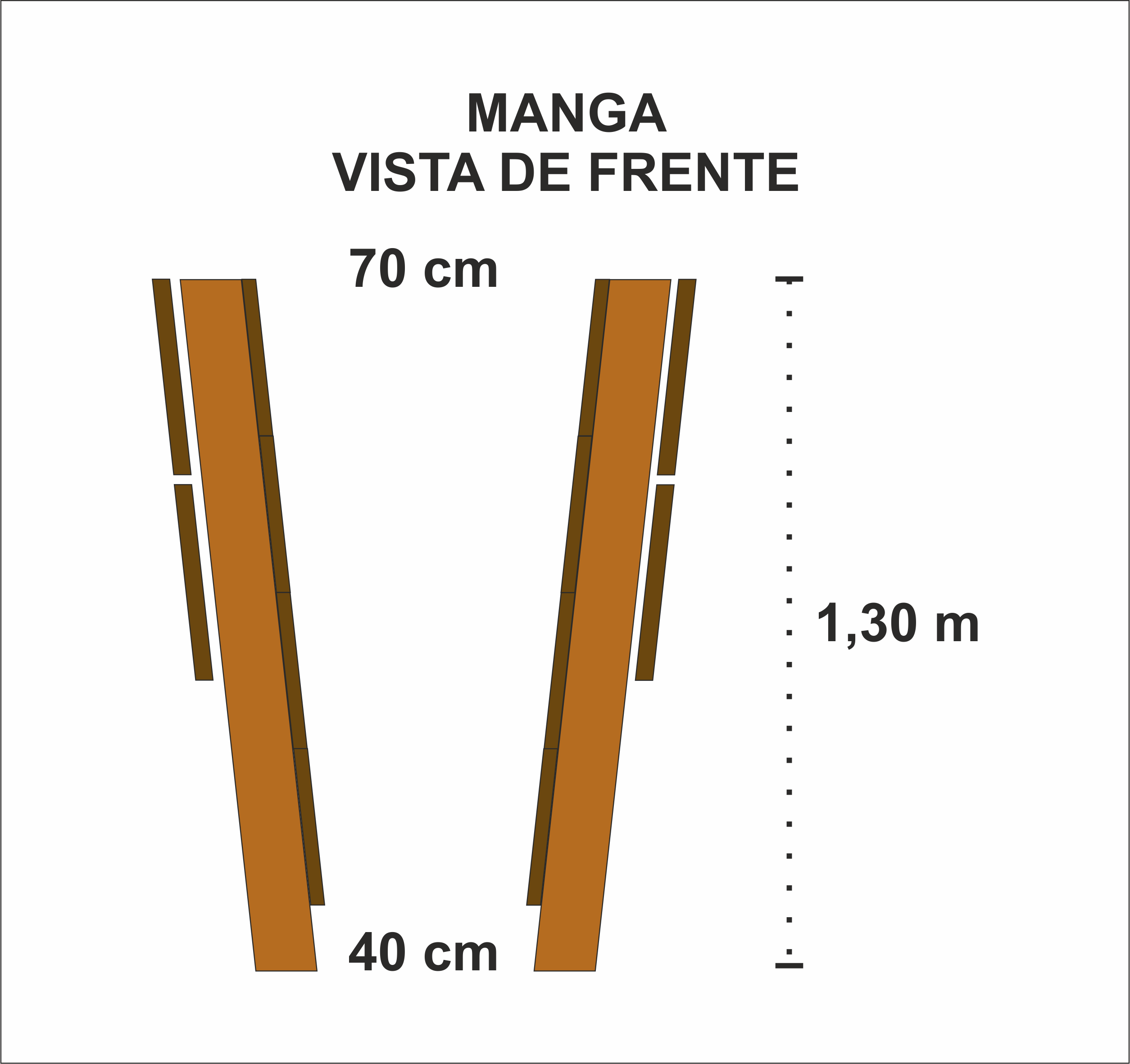
Manga vista de frente.

La manga de largada tiene diez (10) metros de recorrido a partir de la tranca de la casilla de largada o de la finalización del codo o curva si existiera, el que no debe ser excesivamente largo; la altura de la misma es de un metro treinta centímetros (1,30 m) con un ancho en la parte superior de setenta (70) centímetros y de cuarenta (40) centímetros en la parte inferior.
El campo de rodeo debe tener 60 metros de largo, desde la punta de la manga y 6 metros de ancho, propiamente dicho se divide en 4 campos, de los cuales:
- Primer campo: 5 metros de largo, desde la punta de la manga.
- Segundo campo: 5 metros de largo, desde donde finaliza el primero.
- Tercer campo: 20 metros de largo, desde donde finaliza el segundo.
- Cuarto campo: 30 metros de largo, desde donde finaliza el tercero.

Tanto los distintos campos, como el ancho del campo en sí, deberá estar delimitado con sogas.

### Puntuación

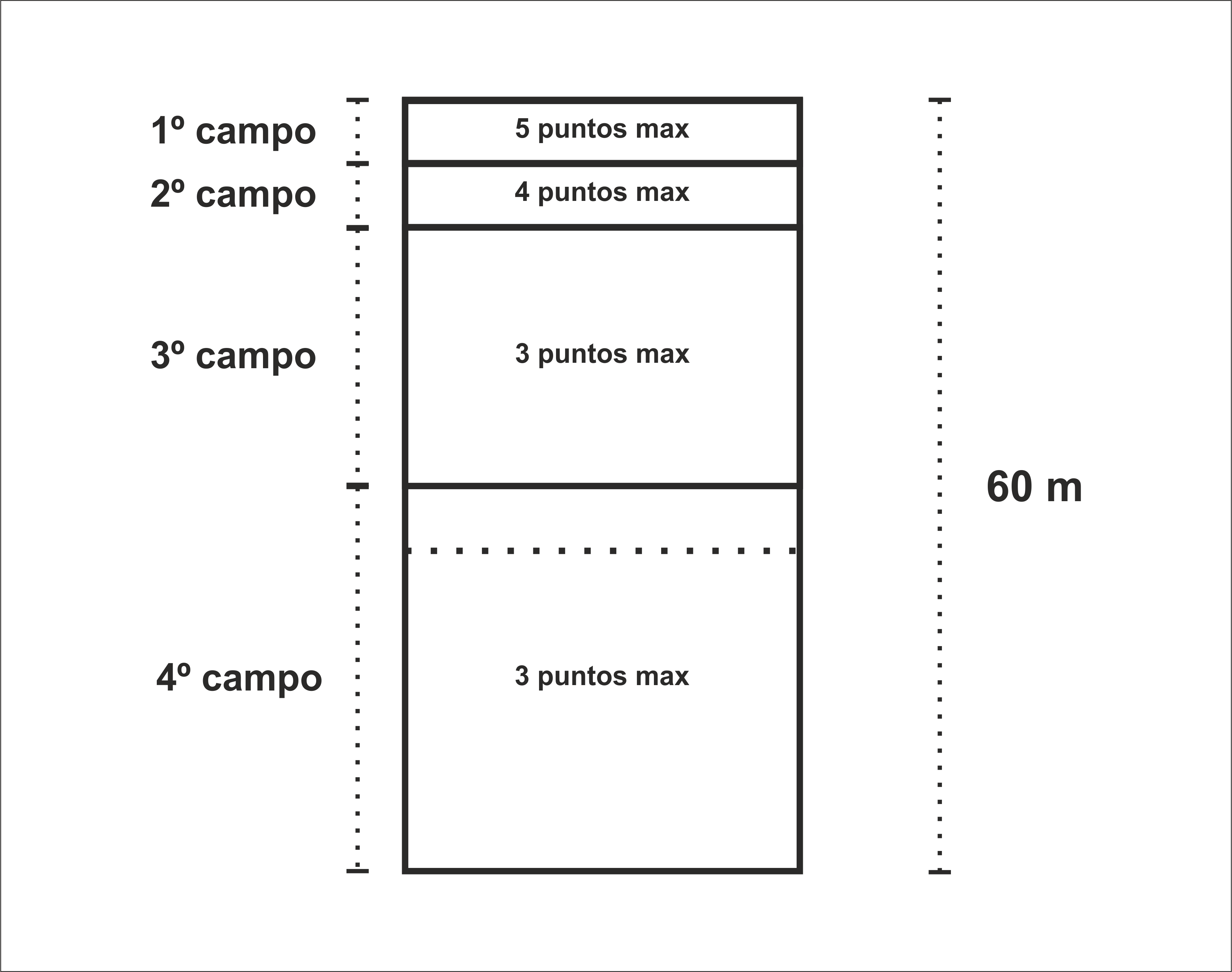
Campos puntuación

La puntuación por vaca va desde 0 a 15 
En toda corrida se considerará "Vaca Dominada", a partir del momento en que por el trabajo de los caballos sobre la vaca, apretándola, hacen que la misma disminuya su velocidad y se vea obligada a seguir el ritmo de carrera que le imponen los corredores. Llevando el siguiente puntaje: 1º campo 5 puntos; 2º campo 4 puntos; 3º campo 3 puntos y 4º campo 3 puntos. Total: 15 puntos.
Se considerará "Vaca Recostada", cuando los caballos apretando y a pesar de su trabajo, no consigan disminuir la velocidad del vacuno, ni imponer el ritmo de la corrida, llevando el siguiente puntaje: 1 (un) punto en cada campo en que el vacuno haya sido recostado. Total: 4 puntos.
En ningún caso se darán puntos por el solo hecho de tomar contacto con el vacuno, si la yunta no lo aprieta con la evidente intención de dominarlo.
Se considerarán "corridas perdidas", calificadas con "0" puntos las siguientes:
• Cuando la corrida no remate con el vacuno en el corral del "señuelo" apretado por ambos caballos.
• Cuando el vacuno se siente y alcance a rebasar totalmente por detrás y hacía afuera la línea en que se encuentran cualquiera de los dos jinetes.
• Cuando el vacuno rebase por delante uno de los jinetes y vuelve hacia atrás, desandando lo recorrido.
• Cuando el vacuno en su carrera pise afuera de las líneas de sentencia exteriores.
• Cuando la corrida se realice, aún en el caso de hacerse en forma totalmente reglamentaria, sin mediar autorización previa del Jurado para la largada. (En estos casos queda a criterio del Jurado establecer su condición de "corrida perdida" o "anulada", ordenando una nueva corrida, según estime haya o no una des inteligencia involuntaria por parte de la yunta participante).
• Cuando por casos de accidentes de uno de los jinetes durante la corrida, no se haga efectivo el trabajo de la yunta, aun cuando el animal ingrese al corral de señuelo.
• Cuando luego de soltado el vacuno, este no alcance a salir por la boca de la manga, saltando fuera de ella en cualquier parte de su recorrido.
• Cuando el animal sea castigado o inducido por cualquier otro medio a realizar algo que no sea por efecto del trabajo de los caballos, tanto dentro de la manga como en cualquier parte del campo de corridas.
En cualquier caso, para obtener los puntajes indicados precedentemente, ninguno de los caballos deberá despegarse o perder contacto con el vacuno. En caso de que así sea, la yunta perderá los puntos máximos que pudieran haber obtenido hasta el momento, sumando solamente lo que le corresponden por "vaca recostada" en los campos correspondientes (un punto en cada campo) y cero en el campo que la perdió, más los puntos que pudiera obtener en el resto de la corrida.
En todos los casos, para que una corrida reciba puntos de vaca dominada o vaca recostada, la misma deberá ser rematada en el señuelo, considerándose para ello, que la yunta deberá recorrer los últimos dos tercios del último campo, con la vaca recostada o dominada y así entregarla en el señuelo. Para que una vaca reciba puntos de "vaca dominada" en alguno de los campos, la misma tiene que haber sido dominada durante el último campo. Si sólo hubiera sido recostada en este campo aunque hubiera sido dominada en alguno de los otros, recibirá puntaje de "vaca recostada".

## Campeonato Nacional de Rodeo

### Etapa Clasificatoria
Recibe el nombre de “Campeonato Nacional de Rodeo Vicepresidente Gonzalo Torres Calderon”. En la actualidad el campeonato anual, organizado por la A.C.C.C., está compuesto por corridas oficiales, a realizarse en establecimientos, los cuales solicitan las fechas con anterioridad y deberán cumplir las siguientes condiciones:
- Actuación de un jurado oficial, conformado por dos miembros de la nómina oficial de jurados de rodeo de la A.C.C.C.
- Cumplir con los requisitos establecidos en cuanto a las dimensiones de la "cancha", instalaciones, tipo y cantidad de ganado vacuno a correr, el que deberá ser preferentemente británico y dentro de los 270 a 310 kg., prohibiendo la hacienda de categorías VACA y BUEY, así como también las de la raza Holando Argentino.
- Contar con el mínimo de yuntas y expositores participantes, que establezca la A.C.C.C. según el Anexo I[7] de este Reglamento.
- La Corrida deberá ser abierta a la participación de todos los propietarios de animales de Raza Criolla que soliciten su inscripción en tiempo y forma como lo establece el reglamento general de rodeo.[10]

Los resultados de estas corridas serán volcados al ranking nacional, el cual reúne todas las corridas llevadas a cabo a lo largo y a lo ancho de todas las regiones que componen la A.C.C.C. Quince días antes del primer tercio de final, termina la etapa clasificatoria.

### Cuartos de final
Las 48 mejores yuntas (incluidos los empates en el puesto 48), ordenadas de mejor a peor puntaje, son las que obtienen el pasaporte a los cuartos de final.
Las primeras 32 yuntas competirán en el primer cuarto, de las cuales obtendremos 8 clasificadas a la semifinal nacional.
El segundo cuarto de final será disputados por las 26 yuntas no clasificadas del primer, y se agregaran las 8 siguientes por orden de mérito. De las 32 yuntas del segundo tercio, obtenemos 8 yuntas que clasifican a la semifinal.
El tercer y último cuarto de final, se disputará por las 26 yuntas no clasificadas de los tercios anteriores, a la cuales se les agregan las últimas 8 del ranking. En esta última etapa obtendrán el pasaporte a la semifinal, nuevamente, las mejores 8 yuntas que disputen el tercio.

### Semifinales
Se llevará a cabo durante el mismo fin de semana que la final. De las 24 yuntas clasificadas en los tercios, más el campeón del año anterior, campeón y subcampeón de la copa especial de rodeos.
Se disputarán dos semifinales con eliminación y final. 
Primer semifinal: todas las yuntas disputan 6 vacas, luego se reducen al 50% el número de yuntas, compitiendo 4 vacas más las que estén con mejor puntaje. Las 7 mejores ubicadas una vez disputadas las 10 vacas, son las clasificadas a la final.
Segunda semifinal: Igual forma de disputarla que la primera. Con la salvedad que son 5 las yuntas que clasifican a la final.

### Final
Luego de completarse las dos semifinales, el tercer día se disputará la gran final. 12 yuntas se disputarán el campeonato nacional. Se correrán 10 vacas sin eliminación parcial de yuntas.

## Campeones Nacionales de Rodeo[15][16]
| Temporada | Nombre                   | Jinete                | Expositor                      | Padre                    | Madre                    |
| 73/74     | Ballenera Aguada         |                       | J. Amadeo Lastra               | El Choclo del Ocho       | Ballenera Esquina        |
| 73/74     | Calfiao Boleado          |                       | J. Amadeo Lastra               | El Choclo del Ocho       | Ballenera Libertad       |
| 74/75     | Pulpero Entonao          |                       | Juan Cavanagh                  | Pulpero Primero          | Pulpero Mascarilla       |
| 74/75     | Pulpero Caña Dulce       |                       | Juan Cavanagh                  | Pulpero Primero          | Buscada Revoltosa        |
| 75/76     | Pulpero Entretenida      |                       | Juan Cavanagh                  | Resero Gallardo          | Buscada Revoltosa        |
| 76/77     | Sepulturas Quetrequen    |                       | Gonzalo Torres                 | Sepulturas Paleta        | Sepulturas Vinchuca      |
| 76/77     | Sepulturas Vicuña        |                       | Gonzalo Torres                 | Sepulturas Paleta        | Sepulturas Vinchuca      |
| 77/78     | Sepulturas Quetrequen    |                       | Gonzalo Torres                 | Sepulturas Paleta        | Sepulturas Vinchuca      |
| 77/78     | Sepulturas Vicuña        |                       | Gonzalo Torres                 | Sepulturas Paleta        | Sepulturas Vinchuca      |
| 78/79     | Sepulturas Corajudo      |                       | Gonzalo Torres                 | La Invernada Aniversario | Sepulturas Muleta        |
| 78/79     | Melincue Bío Bío         |                       | Gonzalo Torres                 | La Invernada Aniversario | Ibacache Añera           |
| 79/80     | Charque Segunda          |                       | Julio Ballester                | Guampa Canto             | Guampa Basurita          |
| 79/80     | Guampa Moño              |                       | M. G. de Ballester             | Conde de San Justo       | Guampa Maña              |
| 80/81     | Melincue Desesperado     |                       | Gonzalo Torres                 | Aculeo Condorito         | La Invernada Esperanza   |
| 80/81     | Trenel Guatana           |                       | Víctor Esevich                 | Sepulturas Paleta        | 216 de San Justo         |
| 81/82     | Poyo Indiana             |                       | Ricardo Cavanagh               |                          |                          |
| 81/82     | Melincue Aguatero        |                       | Esevich Víctor                 | Aculeo Condorito         | La invernada Guatana     |
| 82/83     | Melincue Desesperado     |                       | Claudio y Víctor Esevich       | Aculeo Condorito         | La Invernada Esperanza   |
| 82/83     | Melincue Resplandor      |                       | Claudio y Víctor Esevich       | La Invernada Aniversario | La Invernada Despachera  |
| 83/84     | Pulpero Bandurria        |                       | Ricardo Cavanagh               | Pulpero Mentao           | Pulpero Alma Negra       |
| 83/84     | Melincue Fulanita        |                       | Ricardo Redlich                | Aculeo Condorito         | Achibueno Almendrita     |
| 84/85     | Charque Aguja            | Carlos M. Braida      | Carlos y Ricardo Braida        | Guampa Empujando         | Guampa la 2207           |
| 84/85     | Charque Chala            | Ricardo Braida        | Carlos y Ricardo Braida        | Del Ocho Gran Señor      | Guampa la 2254           |
| 85/86     | Charque Triunfo          | Felipe A. Ballester   | Suc. Julio A. Ballester        | Santa Isabel Choroy      | La 1855 Guampa           |
| 85/86     | Charque Bagualon         | Julio V. Ballester    | Suc. Julio A. Ballester        | Tábano Guampa            | La 12817 Guampa          |
| 86/87     | Sepulturas Gama          | Claudio Esevich       | Claudio y Víctor Esevich       | Aculeo Condorito         | Sepulturas Vicuña        |
| 86/87     | Chilenero Calandria      | Ricardo Britos        | Claudio y Víctor Esevich       | Aculeo Condorito         | Melincue Villa Rica      |
| 87/88     | Sepulturas Chamarrita    | Ricardo Cavanagh      | Est. San Miguel S.C.A.         | Aculeo Condorito         | Sepulturas Entrerriana   |
| 87/88     | Sepulturas Muñuela       | Benjamín Torres       | Est. San Miguel S.C.A.         | Chilenero Gavilán        | Sepulturas Ramona        |
| 88/89     | Gaita La Presumida       | Marcos Nicolai        | Silvano y Marcos Nicolai       | La Invernada Novillero   | Gaito Mulita             |
| 88/89     | Cruz Diablo La Mocita    | Martín Crespo         | Guillermo F. Crespo            | Chilenero Gavilán        | Cruz Diablo La Polca     |
| 89/90     | Gaita La Presumida       | Marcos Nicolai        | Silvano y Marcos Nicolai       | La Invernada Novillero   | Gaito Mulita             |
| 89/90     | Cruz Diablo La Mocita    | Martín Crespo         | Guillermo F. Crespo            | Chilenero Gavilán        | Cruz Diablo La Polca     |
| 90/91     | Mañanero Tormentosa      | Alejo Ballester       | Miguel Ballester Hnos.         | Mañanero Estribo         | Mañanero Guagua          |
| 90/91     | Perdido Chaja            | Ricardo Braida        | Carlos y Ricardo Braida        | Charque Tranco           | Liempichun Gramilla      |
| 91/92     | Melincue Agüita          | Pedro J. Torres       | Gonzalo Torres                 | Chilenero Gavilán        | Melincue Secarrona       |
| 91/92     | Sepulturas Muñuela       | Benjamín Torres       | Est. San Miguel S.C.A.         | Chilenero Gavilán        | Sepulturas Ramona        |
| 92/93     | Mañanero Sí Será         | Simón Ampuero         | Eduardo Ballester              | La Invernada Encomendero | Ballenera Indiada        |
| 92/93     | Mañanero Que Lola        | Francisco Rey         | Eduardo Ballester              | Malal Potro Oporto       | Mañanero Farrera         |
| 93/94     | Siete Quejido            | Martín Benítez        | Raúl Moneta                    | Taiquen Cerrazón         | Payanca Queja            |
| 93/94     | Quilla Bellota           | Ángel Pereyra         | Raúl Moneta                    | Quilla Capataz           | Guampa La 2910           |
| 94/95     | Dormida Pilucha          | Martín Benítez        | Eduardo Ballester              | Malal Potro Oporto       | Dormida Talquina         |
| 94/95     | Cruz Diablo La Baraja    | Martín Crespo         | Guillermo F. Crespo            | Sepulturas Altanero      | San Justo 539            |
| 95/96     | San Pedro Cordillerana   | Ricardo Braida        | Suc. Carlos Braida S.A.        | Santa Isabel Choroy      | San Pedro Cordillera     |
| 95/96     | Perdido Guasuncho        | Carlos M. Braida      | Carlos y Ricardo Braida        | Puntero Del Oeste        | Liempichun Sobras        |
| 96/97     | Mañanero Sí Será         | Martín Crespo         | Eduardo Ballester              | Malal Potro Oporto       | Ballenera Indiada        |
| 96/97     | Mañanero Que Lola        | Francisco Rey         | Eduardo Ballester              | Malal Potro Oporto       | Mañanero Farrera         |
| 97/98     | Mañanero Sí Será         | Martín Crespo         | Eduardo Ballester              | Malal Potro Oporto       | Ballenera Indiada        |
| 97/98     | Mañanero Que Lola        | Francisco Rey         | Eduardo Ballester              | Malal Potro Oporto       | Mañanero Farrera         |
| 98/99     | Sepulturas Muñuela       | Fernando Petri        | Walter De Pellegrin            | Chilenero Gavilán        | Sepulturas Ramona        |
| 98/99     | Sepulturas Telaraña      | Daniel Maggi          | Walter De Pellegrin            | Chilenero Gavilán        | Sepulturas Ramona        |
| 99/00     | Sepulturas Muñuela       | Fernando Petri        | Walter De Pellegrin            | Chilenero Gavilán        | Sepulturas Ramona        |
| 99/00     | Sepulturas Telaraña      | Marcos Maggi          | Walter De Pellegrin            | Chilenero Gavilán        | Sepulturas Ramona        |
| 00/01     | Chalico Achira           | Fernando Pinasco      | Juan J. y José M. Crisanaz     | Pichi-co Condorito       | Chalico Malentretenida   |
| 00/01     | Bien Haiga Fogarata      | Sebastián España      | Espson S.A.                    | Melincue Tupamaro        | Melncue Guatitia         |
| 01/02     | Iape Agua Florida        | Gustavo Nicola        | Gustavo Nicola                 | Pulpero Zorongo          | Pulpero Tradición        |
| 01/02     | Viraros Orqueta          | Darío Ortiz           | Fernando Guilarducci           | Gauderio Pihuelo         | Pulpero Tonada           |
| 02/03     | Chalico Achira           | Fernando Pinasco      | Juan J. y José M. Crisanaz     | Pichi-co Condorito       | Chalico Malentretenida   |
| 02/03     | Bien Haiga Fogarata      | Sebastián España      | Espson S.A.                    | Melincue Tupamaro        | Melncue Guatitia         |
| 03/04     | Chalico Achira           | Fernando Pinasco      | Juan J. y José M. Crisanaz     | Pichi-co Condorito       | Chalico Malentretenida   |
| 03/04     | Bien Haiga Fogarata      | Sebastián España      | Espson S.A.                    | Melincue Tupamaro        | Melncue Guatitia         |
| 04/05     | Del Siete Pendula        | Alfredo Moreira       | Raúl Moneta                    | Tañido Tutor             | Del Siete Pendenciera    |
| 04/05     | Cuyano Huinca Repecho    | Ángel Pereyra         | Corporación de los Andrés S.A. | Yanguelen Atento         | Buscada Repetidora       |
| 05/06     | Lacapilla Tiradora       | Ricardo Braida        | Ricardo Braida                 | Charque Tirador          | Tatuti Galponera         |
| 05/06     | Lacapilla Tonada         | Agustín Braida        | Ricardo Braida                 | Charque Tirador          | San Pedro Tonadita       |
| 06/07     | Guampa Airosa            | Felipe José Ballester | Marta T. de Ballester          | Charque Lindo Nene       | Charque Papusada         |
| 06/07     | Guampa Raquelita         | Diego Rivera          | Marta T. de Ballester          | BT Festeiro              | La Raquel Inocencia      |
| 07/08     | Guampa Mascarita         | Felipe José Ballester | Marta T. de Ballester          | Curitoro Facón           | Charque Rutinaria        |
| 07/08     | Guampa Raquelita         | Diego Rivera          | Marta T. de Ballester          | BT Festeiro              | La Raquel Inocencia      |
| 08/09     | Compañera Niña Bonita    | Ignacio Nicotra       | Norberto Nicotra               | Bien Haiga Bolichero     | Mañanero Yema            |
| 08/09     | Mañanero Chimenea        | Adrián Vassino        | Norberto Nicotra               | Maquena Chuchoca         | Mañanero Cotorrada       |
| 09/10     | Guampa Mascarita         | Felipe José Ballester | Marta T. de Ballester          | Curitoro Facón           | Charque Rutinaria        |
| 09/10     | Guampa Raquelita         | Duegi Ruvera          | Marta T. de Ballester          | BT Festeiro              | La Raquel Inocencia      |
| 10/11     | Del Paye Dulce de Leche  | Claudio Petricevich   |                                | Mañanero Triunfador      | Del Paye Ceniza          |
| 10/11     | Cimbronazo Viboron       | Martín Petricevich    |                                | Cimbronazo Pichi Manque  | Cimbronazo Tirana        |
| 11/12     | Contrafuego Vinagreta    | Walter Isnardi        |                                | Nochero Carbonero        | Guasuara Mal Llevada     |
| 11/12     | Contrafuego Bolahuacha   | Simón Ampuero         |                                | Caembae Don Joaquín      | Guasuara La Montaraz     |
| 12/13     | Compañera Niña Bonita    | Ignacio Nicotra       |                                | Bien Haiga Bolichero     | Mañanero Yema            |
| 12/13     | Compañero Violinista     | Rodrigo Venini        |                                | Bien Haiga Bolichero     | Mañanero Alegría         |
| 13/14     | Palo Borracho No Llores  | Sebastián Algorta     |                                | Dormido Piojo            | Palo Borracho Milonguera |
| 13/14     | Palo Borracho El Piojo   | José Alderete         |                                | Dormido Piojo            | Palo Borracho Paloma     |
| 14/15     | Palo Borracho No Llores  | Sebastián Algorta     |                                | Dormido Piojo            | Palo Borracho Milonguera |
| 14/15     | Palo Borracho Limonada   | José Alderete         |                                | Dormido Piojo            | Palo Borracho Incauta    |
| 15/16     | Palo Borracho Cañada     | Sebastián Algorta     |                                | Dormido Piojo            | Palo Borracho Farolera   |
| 15/16     | Palo Borracho Limonada   | José Alderete         |                                | Dormido Piojo            | Palo Borracho Incauta    |
| 16/17     | Colibrí Chamarra         | Juan Peyrano          |                                | Puyehue Tintolio         | Pacífica Chamarrita      |
| 16/17     | Pacífica Pretenciosa     | Matías Horta          |                                | Santa Teresa Papayero II | Pacífica Diluvio         |
| 17/18     | Cara Cara Aña Invernada  | Luis Dure             | Néstor Óscar Sieber            | Maquena Chuchoca         | Cara Cara Aña Pimienta   |
| 17/18     | Cara Cara Aña Escaramuza | Claudio Sieber        | Néstor Óscar Sieber            | Maquena Chuchoca         | Cara Cara Aña La Daga    |
| 18/19     | Calfiao Santa al Cielo   | Juan Manuel López     | Joaquín y Luis Amadeo Lastra   | Mañanero Chupetín        | Guaho Buena Moza         |
| 18/19     | Cara Cara Aña Talonera   | Esteban Zalazar       | Daniel Hugo Pierella           | Puchaura Gitana          | Cara Cara Aña Penca      |

Hasta la temporada 77/78 se permitió el uso de animales no inscritos.